# عدنان الطرابلسي
عدنان الطرابلسي، هو نائب لبناني حالي. انتُخب عن دائرة بيروت الثانية في الانتخابات التشريعية اللبنانية 2018 بعدما رشحته جمعية المشاريع الخيرية الإسلامية (الأحباش) عن المقعد السني في دائرة بيروت الثانية.

## نشأته
وُلد عدنان الطرابلسي في بيروت، في 29 حزيران/يونيو 1954، في منطقة المزرعة. 
متزوج من السيدة سارة قباني وهو والد لثلاث بنات: الدكتورة مريم زوجة الأستاذ محمد السيد، السيدة فاطمة زوجة الأستاذ محمد غزاوي، الدكتورة ميساء زوجة الدكتور عمر عويضة.

## المستوى العلمي
يحمل عدنان الطرابلسي شهادة البكالورويس في إدارة الأعمال، وشهادة الماجستير في إدارة الأعمال، إضافة إلى دكتوراه في الاقتصاد.

## حياته السياسية
انتُخب نائباً في البرلمان اللبناني بين عامي 1992 و1996، وكانت المرّة الأولى التي دخلت فيها «جمعية المشاريع الخيرية الإسلامية» إلى البرلمان اللبناني.